# Чжэн Тинъюй
Чжэн Тинъю́й, также Чжэн Тин-юй (кит. 鄭定玉; ? — ок. 1330) — китайский драматург эпохи Юань, автор драмы «Знак „терпение“».
Биографических сведений о Чжэн Тин-юе не сохранилось. По стилю произведений его относят к представителям «натуральной» школы юаньской драмы. Источник сообщают от 24 пьесах, написанных Чжэн Тин-юем, из которых сохранилось пять. Помимо «Знака „терпение“» драматург предположительно является автором пьесы «Раб чужих денег», в которой порицается стремление к обогащению любой ценой. 